# Marie Point
Der Marie Point ist eine Landspitze an der Nordküste Südgeorgiens im Südatlantik. Sie liegt am nördlichen Ende der Einfahrt zur Royal Bay. Ihr unmittelbar östlich vorgelagert ist Harcourt Island.
Das UK Antarctic Place-Names Committee benannte sie 2009. Namensgeberin ist die Marie, ein Boot einer deutschen Expedition nach Südgeorgien im Rahmen des Ersten Internationalen Polarjahres (1882–1883).